# Зелалем, Гедион
Гедион Зелалем (нем. и англ. Gedion Zelalem; 26 января 1997, Берлин, Германия) — американский и немецкий футболист, полузащитник клуба «Нью-Мексико Юнайтед».
Зелалем имеет право выступать за национальные сборные Германии, Эфиопии и США.

## Клубная карьера

### Молодёжные клубы
Зелалем начал играть в футбол в возрасте до пяти лет и начал заниматься в Германии в академии клуба «Герта Берлин». В 2006 году Гедион переезжает в США. Зелалем продолжил своё футбольное образование в «МСК Юнайтед» и «Бетесда», позже играл в «Олни Рейнджерс». В период игры за «Олни Рейнджерс», скаут «Арсенала» Даниэль Карбассьон приметил Зелалема во время матча на Кубке Далласа. По договоренности между тренерами, Зелалема пригласили в Лондон для летнего обучения в молодёжной академии «Арсенала»; по окончании обучения ему предложили место в академии.

### «Арсенал»
В начале Зелалем играл в молодёжной команде «Арсенала» в возрасте до 16 лет, позже, в апреле 2013 года, его перевели в молодёжную команду до 21 года. Его дебют в команде до 21 года пришёлся на матч с «Ливерпулем» в этом же месяце, в этом матче он не смог уберечь свою команду от поражения 2:3 на «Энфилде»; однако, получил положительные отзывы. Меньше, чем через неделю он во второй раз вышел на поле и поучаствовал в победе над «Вулверхэмптоном» со счётом 3:2, снова получив похвалу.
В июле 2013 года Зелалем был включён в список из 24 футболистов, отправившихся в азиатское турне. Для многих его включение стало неожиданностью, однако, хорошее выступление в играх против команды всех звёзд Индонезии, Вьетнама и «Нагои Грампус» заставило говорить о нём, как о будущей звезде, такой, как Сеск Фабрегас. После сильного старта Зелалем заявил, что надеется выйти несколько раз на поле в сезоне 2013/14. 4 августа 2013 года он принял участие в матче Emirates Cup против «Галатасарая», но не смог помочь команде уйти от поражения со счётом 2:1. 24 августа 2013 года Зелалем был включён в заявку второго матча «Арсенала» в сезоне, который команда проводила против «Фулхэма», завершившегося победой «Арсенала» со счётом 3:1, но так и не появился на поле. 10 сентября Зелалем сообщил в Твиттере, что получил травму и выбыл предположительно на два месяца. В конце октября, хотя он и объявил о том, что окончательно восстановился от травмы, но, несмотря на слухи, Арсен Венгер заявил, что Зелалем не готов играть в матче на Кубок Английской лиги против «Челси», который состоялся 29 октября. Он вернулся к игре за молодёжную команду 6 ноября в матче Юношеской лиги чемпионов против «Боруссии Дортмунд» и отыграл весь матч, закончившийся вничью 2:2.
24 января 2014 года Зелалем сыграл свой первый официальный матч за «Арсенал», выйдя на замену в матче четвёртого раунда Кубка Англии против «Ковентри Сити», завершившегося победой канониров со счётом 4:0.
В сезоне 2014/15 состоялся дебют Гедиона в Лиге чемпионов, 9 декабря 2014 года он сыграл 45 минут в матче с «Галатасараем».
18 марта 2014 года Зелалем подписал новый контракт с «Арсеналом» до 2017 года.
24 августа 2015 года Зелалем перешёл в шотландский «Рейнджерс» на правах аренды до января. Дебютировал за «Рейнджерс» 26 августа в матче Кубка шотландской лиги против «Эйрдрионианс». В шотландском Чемпионшипе дебютировал 30 августа в матче против «Куин оф зе Саут». В январе 2016 года его аренда была продлена до конца сезона.
31 января 2017 года Зелалем отправился в аренду в клуб Первого дивизиона Нидерландов «ВВВ-Венло» на оставшуюся часть сезона.
11 марта 2019 года Зелалем перешёл в клуб MLS «Спортинг Канзас-Сити», подписав контракт на сезон 2019 с опциями продления на сезоны 2020 и 2021. В американской лиге дебютировал 7 апреля в матче против «Цинциннати». По окончании сезона 2019 «Спортинг КС» не стал продлевать контракт с Зелалемом.
11 января 2020 года Зелалем подписал контракт с клубом «Нью-Йорк Сити». Дебютировав за «Нью-Йорк Сити» 9 июля в матче группового этапа Турнира MLS is Back против «Филадельфии Юнион», в сезоне 2020 больше не играл из-за травмы колена. По окончании сезона 2020 «Нью-Йорк Сити» не продлил контракт с Зелалемом, но 8 марта 2021 года клуб заключил с игроком новый контракт на сезон 2021 с опциями продления. Он вернулся на поле после травмы 3 сентября 2021 года в матче против «Нэшвилла». 13 декабря 2021 года Зелалем подписал с «Нью-Йорк Сити» новый однолетний контракт до конца сезона 2022 с опциями продления на сезоны 2023 и 2024. По окончании сезона 2022 «Нью-Йорк Сити» не продлил контракт с Зелалемом.
31 января 2023 года Зелалем присоединился к клубу Первого дивизиона Нидерландов «Ден Босх», подписав контракт до середины 2024 года с опцией продления ещё на один сезон.

## Клубная статистика
| Сезон            | Клуб             | Лига             | Лига | Лига | Кубок | Кубок | Кубок лиги | Кубок лиги | Еврокубки | Еврокубки | Итого | Итого |
| Сезон            | Клуб             | Дивизион         | Игры | Голы | Игры  | Голы  | Игры       | Голы       | Игры      | Голы      | Игры  | Голы  |
| ---------------- | ---------------- | ---------------- | ---- | ---- | ----- | ----- | ---------- | ---------- | --------- | --------- | ----- | ----- |
| 2013-14          | Арсенал          | Премьер-лига     | 0    | 0    | 1     | 0     | 0          | 0          | 0         | 0         | 1     | 0     |
| 2014-15          | Арсенал          | Премьер-лига     | 0    | 0    | 0     | 0     | 0          | 0          | 1         | 0         | 1     | 0     |
| Итого за карьеру | Итого за карьеру | Итого за карьеру | 0    | 0    | 1     | 0     | 0          | 0          | 1         | 0         | 2     | 0     |

## Карьера в сборной
С 2012 по 2014 год Зелалем играл за юношеские сборные Германии.
В 2012 году Гедион тренировался вместе со сборной США (до 15), но был не в состоянии играть в матчах из-за того, что не являлся гражданином США в то время.
29 декабря 2014 издание The Washington Post сообщило о том, что Зелалем стал гражданином США. После того, как Гедион получил гражданство, Сунил Гулати, глава Федерации футбола США, сообщил, что федерация начала процесс натурализации, который позволит Зелалему выступать за сборную США.

## Награды
«Арсенал»
- Обладатель Кубка Англии: 2013/14
- Обладатель Суперкубка Англии: 2014

«ВВВ-Венло»
- Победитель первого дивизиона Нидерландов: 2016/17

«Нью-Йорк Сити»
- Чемпион MLS (обладатель Кубка MLS): 2021